# Bianchini
Ademar Bianchini Carvalho (ur. 28 września 1940 w Cordeiro, zm. 27 października 2005 we Nova Friburgo) – piłkarz brazylijski, występujący na pozycji napastnika.

## Kariera klubowa
Karierę piłkarską Bianchini rozpoczął w klubie Bangu AC w 1960 roku. W barwach Bangu był królem strzelców ligi stanowej Rio de Janeiro w 1963 roku. Kolejnym jego klubem było Botafogo FR, gdzie występował w 1965–1966. W latach 1966–1968 występował w CR Vasco da Gama. Z Vasco da Gama wygrał Torneio Rio – São Paulo w 1966 roku.
Po krótkich okrresach występów w Clube Atlético Mineiro i Sporcie Recife Bianchini w latach 1969–1970 był zawodnikiem CR Flamengo. W 1971 roku wyjechał do Francji do Red Star Paryż. Karierę zakończył w Meksyku w klubie Puebla FC w 1971 roku.

## Kariera reprezentacyjna
W reprezentacji Brazylii Bianchini zadebiutował 17 czerwca 1965 w wygranym 3–0 meczu z reprezentacją Algierii. Ostatni raz w reprezentacji Bianchini wystąpił 30 czerwca 1965 w wygranym 2–1 meczu z reprezentacją Szwecji. W reprezentacji Brazylii wystąpił w 3 meczach.
| Mecze i gole w reprezentacji | Mecze i gole w reprezentacji | Mecze i gole w reprezentacji | Mecze i gole w reprezentacji | Mecze i gole w reprezentacji | Mecze i gole w reprezentacji | Mecze i gole w reprezentacji |
| #                            | Data                         | Miasto                       | Przeciwnik                   | Gol                          | Wynik                        | Rozgrywki                    |
| ---------------------------- | ---------------------------- | ---------------------------- | ---------------------------- | ---------------------------- | ---------------------------- | ---------------------------- |
| 1.                           | 17.06.1965                   | Oran                         | Algieria                     |                              | 3:0                          | towarzyski                   |
| 2.                           | 24.06.1965                   | Porto                        | Portugalia                   |                              | 0:0                          | towarzyski                   |
| 3.                           | 30.06.1965                   | Sztokholm                    | Szwecja                      |                              | 2:1                          | towarzyski                   |